# Гульчук Юрій Миколайович
Юрій Миколайович Гульчук (1983—2022) — молодший сержант Збройних Сил України, учасник російсько-української війни, який загинув під час російського вторгнення в Україну.

## Життєпис
Народився 4 лютого 1983 року у с. Плоске Острозького району Рівненської області в родині військовослужбовця. Закінчив Львівське професійно-технічне училище, проходив строкову військову службу у Збройних силах України. Потім продовжив службу в армії за контрактом. В лютому 2008 року почав працювати слюсарем із ремонту рухомого складу моторвагонного депо «Христинівка» регіональної філії «Одеська залізниця».
У 2014 році добровольцем пішов воювати, служив розвідником розвідроти; брав участь у боях за Дебальцеве, де отримав поранення. За мужність і відвагу при виконанні бойових завдань був нагороджений медаллю «Захиснику Вітчизни» та орденом «За мужність» III ступеня. У 2019 році продовжив службу.
У перший день російського вторгнення в Україну, 24 лютого 2022 року, військову частину, де він служив, окупанти обстріляли. Далі Юрій продовжив службу у 93-тій окремій механізованій бригаді «Холодний Яр», був командиром стрілецького відділення. 16 червня 2022 року під час виконання бойового завдання в Харківській області підірвався на ворожій міні. Помер від отриманих поранень у шпиталі міста Харків 19 червня.
Похований у с. Бродівське (Рівненський район, Рівненська область). У нього залишилася дружина, 15-річний син та матір.

## Нагороди
- орден «За мужність» III ступеня (20.07.2016) — за особисту мужність і високий професіоналізм, виявлені у захисті державного суверенітету та територіальної цілісності України, вірність військовій присязі.[5]
- Медаль «Захиснику Вітчизни».